# Les Couche-tard
Pour les articles homonymes, voir Couche-Tard.
Les Couche-tard est une émission de télévision québécoise de divertissement diffusée le samedi en dernière partie de soirée, après La Soirée du hockey entre le 8 février 1961 et le 30 mai 1970 à la Télévision de Radio-Canada. Inspirée de l’actualité, l'émission de 30 minutes était animée par Jacques Normand et Roger Baulu.

## Concept
Cette émission de divertissement alliant talk-show, humour et variétés est l'une des émissions les plus populaires de la programmation de Radio-Canada pour la décennie des années 1960. Les animateurs (Roger Baulu, Claude Landré et Jacques Normand), à la fois curieux, drôles et impertinents, reçoivent des personnalités provenant de milieux divers, tant culturels, politiques que sportifs, et réservent une place de choix aux vedettes étrangères de passage à Montréal.
On y commente souvent l'actualité à l'aide de caricatures. Frédéric Back et Normand Hudon furent les caricaturistes vedettes de l'émission.
À noter que la chanson thème de l'émission est de la plume d'un jeune auteur-compositeur déjà prometteur à l'époque : Jean-Pierre Ferland. Vic Vogel en est le directeur musical pendant quelques années.
À partir de l'automne 1970, l'émission post-hockey est Pierre, Jean, Jacques (Pierre Perreault, Jean Mathieu et Jacques Normand).

## Réalisation
- 1960-1968 : Jean Bissonnette
- 1969-1970 : Fernande Chouinard